# Uruguay op het wereldkampioenschap voetbal 1950
Uruguay was een van de deelnemende landen aan het wereldkampioenschap voetbal 1950 in Brazilië. Het was de tweede deelname voor het land. Uruguay werd voor de tweede keer wereldkampioen door gastland Brazilië te verslaan in de finale.

## Kwalificatie
Uruguay plaatste zich voor het toernooi zonder zich te hoeven kwalificeren omdat beide Peru en Ecuador zich terugtrokken voor de kwalificatie.

## Toernooi

### Groep D
Door alle afzeggingen had Uruguay alleen met het zwakke Bolivia te maken en die werd dan ook simpel verslagen: 8-0. Frankrijk trok zich terug uit deze poule. Hierdoor haalde Uruguay de finalegroep door maar 1 wedstrijd te spelen.
| Land    | Wed | Win | Gel | Ver | DV | DT | +/− | Pnt |
| ------- | --- | --- | --- | --- | -- | -- | --- | --- |
| Uruguay | 1   | 1   | 0   | 0   | 8  | 0  | +8  | 2   |
| Bolivia | 1   | 0   | 0   | 1   | 0  | 8  | –8  | 0   |

|                                              |                                                                          |                  |         |                                                                                         |
| 2 juli 1950 «onderlinge duels» 18:00 (UTC−3) | Uruguay                                                                  | 8 – 0            | Bolivia | Estádio Independência, Belo Horizonte Toeschouwers: 6.000 Scheidsrechter: George Reader |
| 2 juli 1950 «onderlinge duels» 18:00 (UTC−3) | Míguez 14', 40', 51' Vidal 18' Schiaffino 23', 54' Pérez 83' Ghiggia 87' | Wedstrijdverslag |         | Estádio Independência, Belo Horizonte Toeschouwers: 6.000 Scheidsrechter: George Reader |

### Finalegroep
Uruguay speelde zijn eerste wedstrijd tegen Spanje 2-2 gelijk. Een nipte overwinning die volgde op Zweden zorgde ervoor dat Uruguay nog kans maakte op de wereldbeker. Om dat te doen moesten ze echter gastland Brazilië verslaan en Brazilië had geen moeite tegen de tegenstanders: 7-1 tegen Zweden en 6-1 tegen Spanje. De laatste poulewedstrijd werd daardoor een finale waarbij Brazilië genoeg had aan een punt. Zweden werd derde na een zege op Spanje: 3-1. Uruguay won echter en werd voor de tweede keer wereldkampioen.
| Land     | Wed | Win | Gel | Ver | DV | DT | +/− | Pnt |
| -------- | --- | --- | --- | --- | -- | -- | --- | --- |
| Uruguay  | 3   | 2   | 1   | 0   | 7  | 5  | +2  | 5   |
| Brazilië | 3   | 2   | 0   | 1   | 14 | 4  | +10 | 4   |
| Zweden   | 3   | 1   | 0   | 2   | 6  | 11 | –5  | 2   |
| Spanje   | 3   | 0   | 1   | 2   | 4  | 11 | –7  | 1   |

|                                              |                        |                  |                 |                                                                                        |
| 9 juli 1950 «onderlinge duels» 15:00 (UTC−3) | Uruguay                | 2 – 2            | Spanje          | Estádio do Pacaembu, São Paulo Toeschouwers: 45.000 Scheidsrechter: Benjamin Griffiths |
| 9 juli 1950 «onderlinge duels» 15:00 (UTC−3) | Ghiggia 29' Varela 73' | Wedstrijdverslag | Basora 37', 39' | Estádio do Pacaembu, São Paulo Toeschouwers: 45.000 Scheidsrechter: Benjamin Griffiths |

|                                               |                             |                  |                         |                                                                                     |
| 13 juli 1950 «onderlinge duels» 15:00 (UTC−3) | Uruguay                     | 3 – 2            | Zweden                  | Estádio do Pacaembu, São Paulo Toeschouwers: 8.000 Scheidsrechter: Giovanni Galeati |
| 13 juli 1950 «onderlinge duels» 15:00 (UTC−3) | Ghiggia 39' Míguez 77', 85' | Wedstrijdverslag | Palmér 5' Sundqvist 40' | Estádio do Pacaembu, São Paulo Toeschouwers: 8.000 Scheidsrechter: Giovanni Galeati |

|                                               |                            |                  |            |                                                                                         |
| 16 juli 1950 «onderlinge duels» 15:00 (UTC−3) | Uruguay                    | 2 – 1            | Brazilië   | Estádio do Maracanã, Rio de Janeiro Toeschouwers: 173.850 Scheidsrechter: George Reader |
| 16 juli 1950 «onderlinge duels» 15:00 (UTC−3) | Schiaffino 66' Ghiggia 79' | Wedstrijdverslag | Friaça 47' | Estádio do Maracanã, Rio de Janeiro Toeschouwers: 173.850 Scheidsrechter: George Reader |

| 1950 Wereldkampioen  |
| -------------------- |
|                      |
| URUGUAY Tweede titel |

AUF · A-internationals · Selecties · Bondscoaches · Uruguayaans vrouwenelftal · Olympisch elftal · Uruguay U21 · Uruguay U20 · Uruguay U19 · Uruguay U18 · Uruguay U17
1900 – 1909 ·
1910 – 1919 ·
1920 – 1929 ·
1930 – 1939 ·
1940 – 1949 ·
1950 – 1959 ·
1960 – 1969 ·
1970 – 1979 ·
1980 – 1989 ·
1990 – 1999 ·
2000 – 2009 ·
2010 – 2019 ·
2020 – 2029
WK 1930 · 
WK 1950 · 
WK 1954 · 
WK 1962 · 
WK 1966 · 
WK 1970 ·
WK 1974 · 
WK 1986 · 
WK 1990 · 
WK 2002 · 
WK 2010 · 
WK 2014 · 
WK 2018
OS 1924 · 
OS 1928 ·
OS 2012
1902 · 
1903 · 
1904 · 
1905 · 
1906 · 
1907 · 
1908 · 
1909 ·
1910 · 
1911 · 
1912 · 
1913 · 
1914 · 
1915 · 
1916 · 
1917 · 
1918 · 
1919 ·
1920 · 
1921 · 
1922 · 
1923 · 
1924 · 
1925 · 
1926 · 
1927 · 
1928 · 
1929 ·
1930 · 
1931 · 
1932 · 
1933 · 
1934 · 
1935 · 
1936 · 
1937 · 
1938 · 
1939 ·
1940 · 
1941 · 
1942 · 
1943 · 
1944 · 
1945 · 
1946 · 
1947 · 
1948 · 
1949 ·
1950 · 
1951 · 
1952 · 
1953 · 
1954 · 
1955 · 
1956 · 
1957 · 
1958 · 
1959 ·
1960 · 
1961 · 
1962 · 
1963 · 
1964 · 
1965 · 
1966 · 
1967 · 
1968 · 
1969 ·
1970 · 
1971 · 
1972 · 
1973 · 
1974 · 
1975 · 
1976 · 
1977 · 
1978 · 
1979 ·
1980 · 
1981 · 
1982 · 
1983 · 
1984 · 
1985 · 
1986 · 
1987 · 
1988 · 
1989 ·
1990 ·
1991 · 
1992 · 
1993 · 
1994 · 
1995 · 
1996 · 
1997 · 
1998 · 
1999 · 
2000 · 
2001 · 
2002 · 
2003 · 
2004 · 
2005 · 
2006 · 
2007 · 
2008 · 
2009 · 
2010 · 
2011 · 
2012 · 
2013 · 
2014 · 
2015 · 
2016 ·
2017 ·
2018 ·
2019 ·
2020 ·
2021 ·
2022 ·
2023 ·
2024
Algerije ·
Angola ·
Argentinië ·
Australië ·
België ·
Bolivia ·
Brazilië ·
Bulgarije ·
Canada ·
Chili ·
China ·
Colombia ·
Costa Rica ·
Cuba ·
DDR ·
Denemarken ·
Duitsland ·
Ecuador ·
Egypte ·
Engeland ·
Estland ·
 Finland ·
Frankrijk ·
Georgië ·
Ghana ·
Guatemala ·
Haïti ·
Honduras ·
Hongarije ·
Ierland ·
India ·
Indonesië ·
Irak ·
Iran ·
Israël ·
Italië ·
Ivoorkust ·
Jamaica ·
Japan ·
Joegoslavië ·
Jordanië ·
Libië ·
Luxemburg ·
Maleisië ·
Mexico ·
Marokko ·
Nederland ·
Nicaragua ·
Nieuw-Zeeland ·
Nigeria ·
Noord-Ierland ·
Noorwegen ·
Oekraïne ·
Oezbekistan ·
Oman ·
Oostenrijk ·
Panama ·
Paraguay ·
Peru ·
Polen ·
Portugal ·
Roemenië ·
Rusland ·
Saarland ·
Saoedi-Arabië ·
Schotland ·
Senegal ·
Servië & Montenegro ·
Singapore ·
Slovenië ·
Sovjet-Unie ·
Spanje ·
Tahiti ·
Thailand ·
Trinidad en Tobago · 
Tsjechië ·
Tsjecho-Slowakije ·
Tunesië · 
Turkije ·
Venezuela ·
Verenigde Arabische Emiraten ·
Verenigde Staten ·
Wales ·
Zuid-Afrika ·
Zuid-Korea ·
Zweden ·
Zwitserland
Argentinië (1986) ·
België (1990) ·
Brazilië (1950) · 
Colombia (2014) ·
Costa Rica (2014) ·
Denemarken (1986) ·
Denemarken (2002) ·
Duitsland (2010) ·
Egypte (2018) ·
Engeland (2014) ·
Frankrijk (2002) ·
Frankrijk (2010) ·
Frankrijk (2018) ·
Ghana (2010) ·
Italië (1990) ·
Italië (2014) ·
Mexico (2010) ·
Nederland (1974) ·
Nederland (2010) ·
Portugal (2018) ·
Rusland (2018) ·
Saoedi-Arabië (2018) ·
Schotland (1986) ·
Senegal (2002) ·
Spanje (1990) ·
West-Duitsland (1986) ·
Zuid-Afrika (2010) ·
Zuid-Korea (1990) ·
Zuid-Korea (2010)